# Mariusz Czubaj
Mariusz Maciej Czubaj (ur. 1969) – polski literaturoznawca, antropolog kulturowy, autor powieści kryminalnych.

## Życiorys
Profesor antropologii kultury w Szkole Wyższej Psychologii Społecznej w Warszawie. Jego badania koncentrują się wokół problematyki kultury popularnej, kultury fanowskiej, literatury popularnej i seriali. Współpracuje też z Ośrodkiem Badań nad Przestrzenią Publiczną, prowadząc badania dotyczące antropologii sportu.
W Instytucie Badania Przestrzeni Publicznej prowadził trzyletni projekt badawczy „Stadion – Miasto – Kultura. EURO 2012 a przemiany kultury polskiej”, realizowany ze środków Narodowego Centrum Kultury.
W zakresie literatury kryminalnej łączy teorię z praktyką. Za powieść 21:37, pierwszą z cyklu z profilerem Rudolfem Heinzem, otrzymał Nagrodę Wielkiego Kalibru dla najlepszej polskiej powieści kryminalnej i sensacyjnej 2008, Martwe popołudnie rozpoczyna kolejny cykl powieściowy z ekspertem do spraw bezpieczeństwa i specjalistą od poszukiwań zaginionych, Marcinem Hłaską. Powieść zdobyła specjalne wyróżnienie „za wyjątkową formę narracyjną i publicystycznie odważny obraz Polski” na festiwalu Kryminalna Piła (2015). W 2017 otrzymał po raz drugi Nagrodę Wielkiego Kalibru za powieść R.I.P. – najlepszą polską powieść kryminalną i sensacyjną 2016. Kryminały Czubaja tłumaczono na języki: angielski, niemiecki, turecki, ukraiński oraz włoski.
Członek Polskiego Towarzystwa Kryminalistycznego. Posiadacz 1. dan w karate tradycyjnym (ITKF). Współzałożyciel zespołu Kornet Olemana. Gościnnie występuje z zespołem muzycznym Zgniłość (saksofon altowy). Redaktor naczelny kwartalnika „Kultura Popularna”.

## Wybrane publikacje

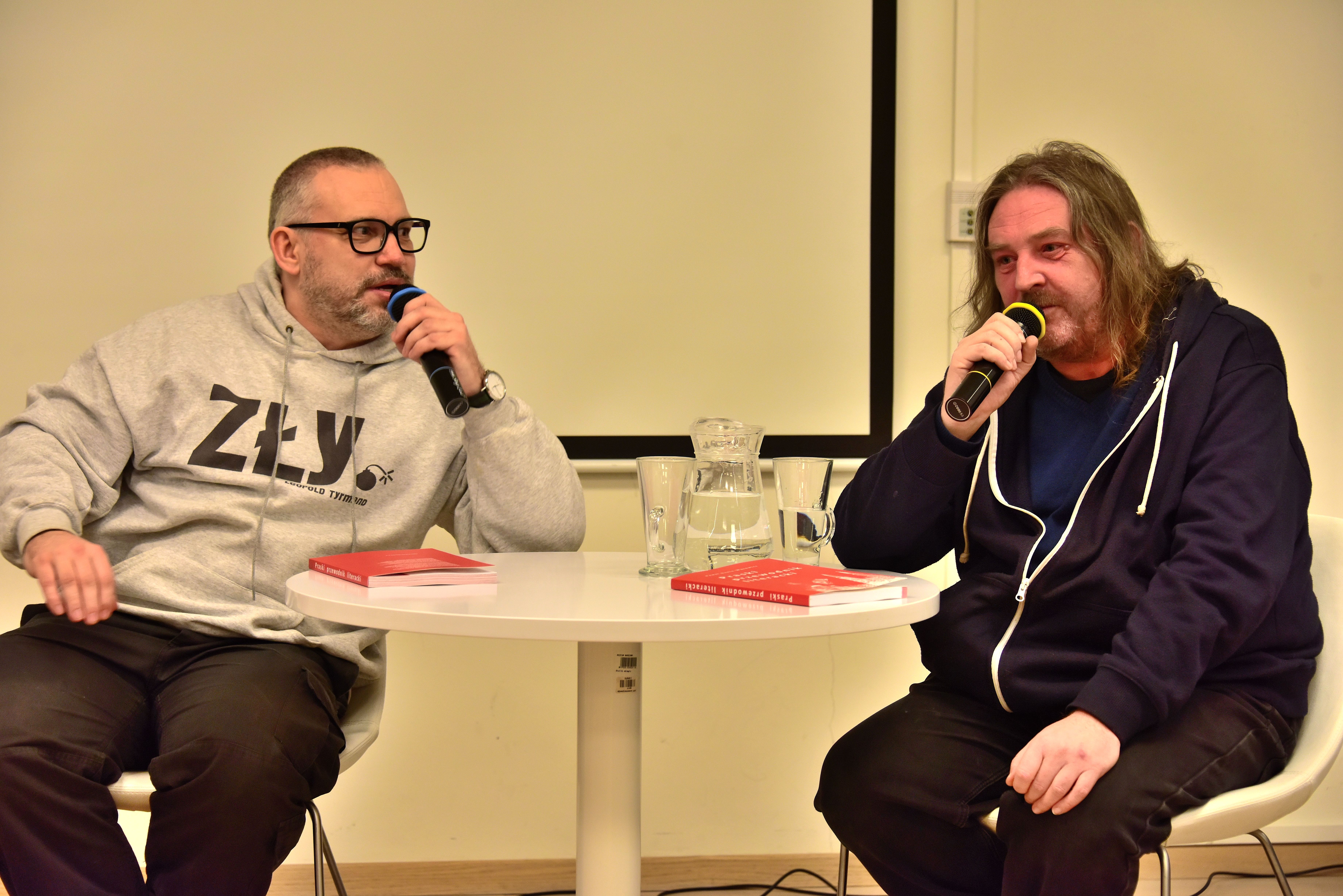
Mariusz Czubaj z Pawłem Duninem-Wąsowiczem w Muzeum Warszawskiej Pragi (2019)

- (współredaktor z Wojciechem J. Bursztą) Kontrkultura. Co nam z tamtych lat? (Academica, 2005)
- (współredaktor z Wojciechem J. Bursztą) Ścięgna konsumpcyjne. Szkice z kulturoznawstwa krytycznego (Wyd. Naukowe Katedra, 2013)
- Biodra Elvisa Presleya. Od paleoherosów do neofanów (WAiP, 2007)
- W stronę miejskiej utopii. Szkice o wyobraźni społecznej (Academica, 2007)
- (wraz z Wojciechem J. Bursztą) Krwawa setka. 100 najważniejszych powieści kryminalnych (Muza, 2007)
- Etnolog w Mieście Grzechu. Powieść kryminalna jako świadectwo antropologiczne (Oficynka, 2010)
- (wraz z Jackiem Drozdą i Jakubem Myszkorowskim) Postfutbol. Antropologia piłki nożnej (Wyd. Naukowe Katedra, 2012)
- (wraz z Wojciechem J. Bursztą) Kryminalna odyseja oraz inne szkice o pisaniu i czytaniu (Wyd. Oficynka, 2017)

## Beletrystyka (powieści kryminalne)

### Cykl „Jarosław Pater”
- (z Markiem Krajewskim) Aleja samobójców (WAB, 2008)[3]
- (z Markiem Krajewskim) Róże cmentarne (WAB, 2009)[4]

### Cykl „Polski psychopata”
- 21:37 (WAB, 2008)[5]
- Kołysanka dla mordercy (WAB, 2011)[6]
- Zanim znowu zabiję (WAB, 2012)[7]
- Piąty Beatles (WAB, 2015)[8]
- Dziewczynka z zapalniczką (WAB, 2018)[9]
- Cios kończący (WAB, 2020)[10]

### Cykl „Marcin Hłasko”
- Martwe popołudnie (Albatros, 2014)[11]
- R.I.P. (Albatros, 2016)[12]

### Poza cyklami
- Około północy (WAB, 2019)
- Półmistrz (Wydawnictwo Znak, 2023)